# Georg Philipp Telemann
Georg Philipp Telemann (født 14. marts 1681 i Magdeburg, død 25. juni 1767 i Hamborg) var en tysk komponist.
Telemann var en af sin tids mest ansete komponister, og han var ufattelig produktiv. Netop hans store og aldeles uoverskuelige produktion var en medvirkende årsag til, at hans anseelse senere stort set helt forsvandt, før han op gennem det 20. århundrede langsomt blev rehabiliteret.
Hans kirkemusik omfatter 1750 kantater, over 40 passioner, 6 oratorier, 16 messer, 23 salmer såvel som motetter og andre sakrale værker.
Hans verdslige musik omfatter ca. 50 operaer, kantater, ca. 1000 instrumentalværker, hvoraf der er bevaret ca. 136 orkestersuiter, 110 koncerter, foruden talrige sonater, triosonater, kvartetter mv. samt orgelværker.
Moderne forskning inddeler Telemanns værker efter TWV-numre (Telemann-Werke-Verzeichnis).

## Liv og gerning

### Barn- og ungdom
Telemann kom fra en veluddannet øvre middelklassefamilie i Magdeburg: så godt som alle hans ældre slægtninge var universitetsuddannede. Bortset fra en oldefar på fædrene side, som havde været kantor i Halberstadt, var ingen af Telemanns familiemedlemmer direkte beskæftiget med musik. Georg Philipp var den yngste af tre søskende, som nåede voksenalder.
Han var elev ved gymnasiet ved Magdeburgs domkirke, hvor han fik undervisning i latin, retorik, dialektik og tysk litteratur. Den omfattende almendannelse og satte ham blandt andet i stand til at skrive poesi på tysk, fransk og latin. Han beherskede også italiensk og engelsk.
På Telemanns tid eksisterede der ikke offentlige koncerter i Magdeburg, så verdslig musik opført ved skolen blev et vigtigt supplement til det kirkemusikalske tilbud i byen. Ved selvstudium lærte Telemann at spille på forskellige instrumenter, som skolerne stillede til disposition. Hans musikalske talent var tydeligt, og han komponerede sine første stykker som tiårig, ofte i hemmelighed og på lånte instrumenter. Den første musikundervisning fik han hos kantoren Benedikt Christiani: efter nogle få ugers sangundervisning kunne Telemann vikariere for kantoren, som foretrak at komponere frem for at undervise. Desuden fik han to ugers undervisning i klaverspil. Dette var al den musikundervisning, han fik på denne tid. Moderen, som var blevet enke allerede i 1685, brød sig ikke om, at han beskæftigede sig med musik, og advarede især mod musikere, som hun betragtede som socialt underlegne.
Blot tolv år gammel komponerede Telemann sin første opera, Sigismundus, efter en libretto af Christian Heinrich Postel. Moderen ønskede at afværge en musikalsk karriere og beslaglagde alle hans musikinstrumenter. Ved årsskiftet 1693/94 sendte hun sønnen til en skole i Zellerfeld. Sandsynligvis vidste hun ikke, at stedets kirkelige tilsynsfører beskæftigede sig med musik og hjalp Telemann i hans musikalske bestræbelser. Næsten ugentlig komponerede Telemann motetter for kirkekoret, og desuden skrev han arier og lejlighedsmusik, som han forelagde stadsmusikanten.
I 1697 blev Telemann elev ved det anerkendte Andreanum-gymnasium i Hildesheim. Her lærte han – stort set autodidaktisk – at spille orgel, violin, gambe, tværfløjte, obo, skalmeje, kontrabas og basposaune. Desuden komponerede han vokalmusik for skoleteateret, og byens jesuitiske kirkemusikalske direktør Pater Crispus gav ham i opdrag at skrive musik for gudstjenesten ved Skt. Godehardi-klosteret.
Telemann blev påvirket af musiklivet i Hannover og Braunschweig-Wolfenbüttel, hvor han blev kendt med fransk og italiensk instrumentalmusik. Erfaringer og impulser fra denne tid skulle i stor grad vise sig i senere værker. Han fik i al hemmelighed musikundervisning og fik derved kendskab til den italiensk prægede stil hos Rosenmüller, Corelli, Caldara og Steffani.

### Studieår i Leipzig
I 1701 afsluttede Telemann grunduddannelsen og blev immatrikuleret ved universitet i Leipzig. Under pres fra moderen var hensigten at studere jura, og holde sig helt væk fra musikken, hvis man skal tro det, han skriver i selvbiografien, men Leipzig var et af tidens musikcentre, så valget af netop denne by som studiested virker ikke helt tilfældig. Allerede på vejen til Leipzig stoppede han i Halle for at møde den da 16-årige Georg Friedrich Händel, og der udviklede sig et livslangt venskab.
Telemann skriver, at han til at begynde med forsøgte at holde sine musikalske ambitioner hemmelige for studiekammeraterne. Angiveligt fandt Telemanns musikglade værelseskammerat ved en (sandsynligvis fingeret) tilfældighed en komposition under noget bagage. Stykket blev opført i Thomaskirken følgende søndag, og det førte til, at borgmesteren bestilte to nykomponerede kantater hver måned.
I 1702, blot et år efter at han begyndte ved universitet, grundlagde han et 40-mands amatørorkester for studenterne, et såkaldt Collegium musicum. Orkesteret gav offentlige koncerter og fortsatte at eksistere under samme navn efter, at Telemann forlod Leipzig. Også senere, under ledelse af Johann Sebastian Bach, havde det "telemannske" collegium musicum stor betydning for byens musikliv.
Samme år ledede Telemann opførsler ved operaen i Leipzig. Han var også hovedkomponist her helt indtil, at operaen blev lukket. Medlemmer af collegium musicum deltog under operaopførelserne og Telemann spillede selv generalbas. Undertiden sang han også. Byens officielle musikdirektør, Johann Kuhnau, ærgrede sig over Telemanns voksende anseelse og hævdede, at opførelserne af Telemanns verdslige værker kom i vejen for kirkemusikken. Med denne begrundelse nægtede han sine kormedlemmer at deltage ved operaopførslerne. I 1704 fik Telemann stilling som musikdirektør ved universitetskirken i Leipzig. Organistposten, som fulgte med, gav han til studenter.
Mens han var i Leipzig, foretog han to rejser til Berlin, og i 1704 tilbød greve Erdmann von Promnitz ham posten som kapelmester ved hoffet i Sorau, Schlesien. Det er uvist hvorfor, at han tiltrak sig grevens opmærksomhed, men det er muligt, at det spændte forhold til Kuhnau fik Telemann til at ønske sig væk fra Leipzig.

### Sorau og Eisenach
I juni 1705 begyndte Telemann at arbejde hos greven i Sorau. Greven var en stor beundrer af fransk musik og regnede Telemann som en værdig efterfølger til den Lully- og Campra-prægede Versailles-skole. Efter en rejse til Paris bragte greven musik af de franske komponister med sig tilbage og fik Telemann til at studere den. Telemann traf Erdmann Neumeister i Sorau, senere skulle de mødes igen i Hamburg, og Telemann komponere musik til hans tekster. På en rejse til Kraków og Pszczyna lærte Telemann at sætte pris på polsk og mährisk folkemusik, som han hørte i værtshuse og ved offentlige arrangementer.
Telemann forlod Sorau i 1706, fordi byen var truet af Karl XII's svenske armé. Han rejste til Eisenach, hvor han grundlagde et orkester og blev koncertmester og kantor ved hertug Johann Wilhelms hof. Her traf han Johann Bernhard Bach den ældre og Johann Sebastian Bach. I Eisenach komponerede han koncerter for forskellige besætninger, 60 til 70 kantater og serenader, kirkemusik og "operetter" for festlige anledninger. Teksterne forfattede han oftest selv. Desuden producerede han fire eller fem år kantater for gudstjenesterne. Med sin barytonstemme deltog han selv ved opførelserne af kantaterne.
I oktober 1709 giftede Telemann sig med Amalie Luise Juliane Eberlin, en af hofdamerne hos grevinden af Promnitz. Kort tid inden udnævnte hertugen ham til sekretær – en høj stilling på den tid. I januar 1711 fødte hans kone en datter, men døde selv af barselsfeber.

### Frankfurt am Main
Telemann begyndte nu at søge stillinger i Frankfurt am Main, måske fordi han søgte nye udfordringer, måske fordi han ville blive uafhængig af adelen, og i 1712 blev han udnævnt til byens musikdirektør og kapelmester ved Paulskirken, noget senere tillige ved Katharinakirken. Han fuldførte kantateårgangene, han havde påbegyndt i Eisenach, og komponerede yderligere fem. Ellers havde han ansvar for undervisningen af privatelever. Som i Leipzig nøjede Telemann sig ikke med disse forpligtelser: i 1713 overtog han organiseringen af de ugentlige koncerter og påtog sig desuden forskellige hverv for den fornemme herreklub "Zum Frauenstein", som holdt til i bydelen Liebfrauenberg, hvor han selv boede. Endvidere udnævnte Hoffet i Eisenach ham til kapelmester von Haus aus (udenfor huset/hoffet), således, at han kunne beholde titlen men kun behøvede at levere kantater og lejlighedsmusik til hoffet og kirkerne. Denne position havde han til 1731.
Foruden kantaterne, som han komponerede i Frankfurt, skrev han også oratorier, orkester- og kammermusik, hvoraf det meste blev publiceret. Desuden skrev han bryllupsserenader og musik for politiske festligheder. Men han fandt ikke anledning til at publicere operaer, skønt han fortsat komponerede for operaen i Leipzig.
I 1714 giftede Telemann sig med den 16-årige Maria Catharina Textor (1697–1775). Følgende år udgav han sine første trykte værker på eget forlag. Efter at have brugt et gunstig arbejdstilbud fra hertug Frederik af Sachsen-Gotha-Altenburg i Gotha som hjælpemiddel, formåede Telemann at højne årsindtægten fra byen med 100 Gulden. Sammenlagt tjente han nu 1.600 Gulden om året og var blevet en af de bedst betalte indbyggere i Frankfurt.
Under et besøg i Dresden i 1719 traf han Händel igen, og tilegnede violinvirtuosen Pisendel en samling violinkoncerter. Også efter, at han havde forladt Frankfurt, skrev Telemann et værk for byen hvert tredje år frem til 1757.

### Første tid i Hamburg
I 1721 accepterede Telemann et tilbud om stillingerne som Cantor Johannei og Director Musices i Hamburg. Han var dermed byens musikalske leder og havde blandt andet ansvaret for musikken ved de fem store evangelisk-lutherske bykirker. Først nu havde han mulighed for at komponere og opføre musik i alle musikalske former, og hans 46 år lange hovedperiode som skabende kunstner kunne begynde.
To kantater ugentlig og en passion pr år var kompositionsforpligtelserne Telemann nu havde påtaget sig. Desuden komponerede han talrige musikstykker for private og offentlige anledninger. Kantorstillingen ved Johannes-skolen førte med sig opgaver, både musikalske og andre, og han virkede som lærer. Men udenommusikalsk undervisning udførte Telemann ikke personlig. Ellers opbyggede han igen det Collegium musicum, som Matthias Weckmann havde grundlagt i 1660, og som en periode ikke havde holdt koncerter. Han tog sig selv af billetsalget, når collegiet havde koncerter. Videre fortsatte han som forlægger. For at spare udgifter lavede han selv trykpladerne, og kunne producere ni eller ti plader hver dag. Frem til 1740 publicerede han på eget forlag 46 nodeværker, som han solgte gennem boghandlere i flere tyske byer og i Amsterdam og London. Man kunne bestille partiturer direkte fra komponisten, og frem til 1739 informerede han om sit stadig voksende tilbud i en egen katalog.
Han var imidlertid involveret i konflikter i byen. Der foregik en langvarig strid om hvad slags ret, han han havde til indtægterne ved salg af teksthæfter til kantater og passioner, han selv havde skabt. Denne strid vandt han så sent som i 1757. Desuden oplevede han, at kirkerådet for de fem hovedkirker (Kollegium der Oberalten) protesterede imod, at Telemann i 1722 skulle opføre nogle af sine kantater i et fornemt værtshus. Telemann udtrykte på sin side, at han var misfornøjet med sin løn og hævdede, at han havde for lille en bolig. Samlet var alt dette nok årsag til at han søgte posten som Thomaskantor i Leipzig efter Kuhnaus død. Telemann blev enstemmigt indstillet foran de fem andre ansøgere, og den 3. september 1722 indleverede han sin afskedsansøgning. Byrådet hævede da umiddelbart hans løn med 400 lübske Mark. Resultatet blev, at Telemann valgte at frasige sig stillingen som Thomaskantor og forblev i Hamburg. Hans samlede årsindkomst var nu ca. 4.000 Mark.

### Ny start i Hamburg
Først nu tjente Telemann godt på alle sine virksomheder. Samme år overtog han ledelsen af operaen for en årsløn på 300 Taler, og denne post havde han indtil operahuset blev nedlagt i 1738. De fleste af de 25 operaer, som blev opført på denne tid, er tabt. I 1723 fik Telemann endda en stilling som kapelmester von Haus aus, denne gang ved markgreven af Bayreuths hof, hvortil han fra tid til anden sendte instrumentalmusik og en årlig opera. Telemanns koncertvirksomhed foregik stort set i "Drillhaus", den hamburgske borgervæbnings ekserserhal, og var på grund af høje billetpriser forbeholdt byens højere sociale lag. Bortset fra i operaen opførte Telemann næsten kun egne kompositioner.
I 1728 grundlagde Telemann og Johann Valentin Görner det første tyske musiktidsskrift, som foruden redaktionelle tekster indeholdt musikalske bidrag af forskellige komponister. Der getreue Musikmeister havde til formål at fremme musicering i hjemmet og udkom hver anden uge. Ved siden af Telemann og Görner bidrog 11 andre samtidige musikere med sine kompositioner, blandt andet Keiser, Bonporti og Zelenka. Der blev også udgivet samleudgaver for læreformål.
På tolv år fik Telemanns hustru Maria Catharina ni børn, hvoraf to døde. Til trods for, at hun næsten permanent var gravid, sørgede hun for en voksende husstand med op til tolv personer, deriblandt Telemanns datter fra første ægteskab og yderligere tre personer – sandsynligvis en hushjælp, en huslærer og en elev af Telemann. Ti år efter, at deres sidste barn blev født opdagede Telemann, at hun havde bortspillet 5.000 Hamburgske rigsdaler (15.000 Mark, det vil sige flere årslønninger) på hasardspil. De blev skilt, og i 1735 rejste hun tilbage til Frankfurt. I Hamburg spredtes et rygte om, at hun var død. Uden at Telemann vidste det, igangsatte nogle af byens borgere en indsamlingsaktion for at redde ham fra konkurs. Det lykkedes ham imidlertid at dække kravene hos de vigtigste kreditorer, hovedsagelig med sine egne midler. Han kunne til og med tillade sig et kurophold, så han må have været en særdeles formuende mand.

### Rejse til Paris og senere år
Telemann havde længe ønsket sig til Paris, og efter at have modtaget en invitation af de franske musikere Forqueray, Guignon og Blavet, rejste han i efteråret 1737. Frem til da var syv af Telemanns værker blevet trykt også i Paris. Efter et fire måneders ophold gav kongen ham en 20 års eksklusiv ret til sine egne publikationer, det vil sige en beskyttelse mod piratkopiering. Telemann opførte flere af sine værker i Paris, og opholdet blev hans internationale gennembrud. Også anseelsen i Tyskland voksede efter dette, og i maj 1738 vendte han tilbage til Hamborg. I 1739 blev han optaget i Correspondierende Societät der musicalischen Wissenschaften, en gruppe som beskæftigede sig med musikteoretiske spørgsmål.
Oktober 1740 lagde Telemann trykpladerne for 44 af sine værker ud på salg, da han havde til hensigt at begynde at udgive læreværker. Forholdsvis få kompositioner er bevarede fra hans sidste 15 år. I tiltagende grad skrev Telemann musik for usædvanlige instrumentkombinationer og tog nymodens harmoniske effekter i brug. Udover at udføre sine pligter var han en ivrig samler af sjældne blomster.

### Død og begravelse
Efter 1755 forværrede Telemanns syn sig hurtigt, og han fik problemer med sine ben. Stadig oftere måtte sønnesønnen Georg Michael hjælpe til, når noget skulle skrives. Telemann komponerede sit sidste værk, en Markus-passion, i 1767. Han døde 25. juni samme år efter følgerne af en lungebetændelse og blev bisat på gravpladsen i St. Johannis-Klosteret, som lå hvor rådhuspladsen nu befinder sig. Der er monteret en mindetavle til venstre for indgangen til rådhuset. Gudsønnen Carl Philipp Emanuel Bach efterfulgte Telemann i stillingen som Hamburgs musikdirektør.
Man kender flere detaljer om Telemanns liv end det som er almindeligt for hans samtidige kolleger. Ved siden af breve er der bevaret digte, forord og diverse artikler fra komponistens hånd. De vigtigste tekstkilder er – når man ser bort fra deres fejl – de tre selvbiografier, som han skrev efter ønske af musikskribenten Johann Mattheson (1718 og 1740) og Johann Gottfried Walther (1729). Tiden i Sorau og Eisenach, samt tiden efter den sidste selvbiografi er knapt nok beskrevet i Telemanns egne tekstkilder, men er mulige at rekonstruere af information, som fremkommer i flere andre dokumenter.

## Indflydelse
Enkelte samtidige musikere - deriblandt Telemanns elever Christoph Graupner, Johann Georg Pisendel og Johann David Heinichen – hentede elementer fra Telemanns værker, og andre komponister, som Gottfried Heinrich Stölzel, efterlignede snart hans stil. Telemanns polske påvirkning inspirerede Carl Heinrich Graun, og Johann Friedrich Agricola lærte i sine unge år af Telemanns kompositioner. Johann Friedrich Fasch, Johann Joachim Quantz og Johann Bernhard Bach nævnte udtrykkelig Telemann som forbillede for nogle af deres værker. Carl Philipp Emanuel Bach indskrev bemærkninger i nogle af Telemanns manuskripter, som viser, at han studerede og opførte en god del af Telemanns musik. Det nære venskab mellem Telemann og Händel udtrykte sig ikke blot ved, at Telemann opførte flere af Händels sceneværker i Hamborg, men også i, at Händel i sine senere år ofte brugte Telemanns temaer i sine egne kompositioner. Johann Sebastian Bach kopierede flere af Telemanns kantater til studieformål for sig selv og sønnen Wilhelm Friedemann. Leopold Mozart lavede en notebog med 11 af Telemanns menuetter og en klaverfantasi til Wolfgang Amadeus. Både Carl Philipp Emanuel Bach og Wolfgang Amadeus Mozarts klaverstil kan til en vis grad minde om Telemanns måde at skrive på.
Telemann grundlagde et dynamisk koncertliv i Hamborg således, at det blev muligt at holde regelmæssige offentlige koncertopførelser også udenfor aristokratiske og kirkelige rammer, og øvede på den måde stor indflydelse på den hamburgske befolknings holdning til musik ud over den påvirkning, som hans kompositioner fik.

## Værker
Med over 3.600 registrerede værker er Telemann en af de mest produktive komponister i musikhistorien. Det store omfang skyldes dels en uanstrengt måde at arbejde på, dels at han skabte musik gennem 75 år. Friedrich Wilhelm Marpurg beskrev fra sin tid som kapelmester ved hoffet i Eisenach, hvordan Telemann under tidspres fuldførte en kantate på en drøj time ved at skrive partituret samtidig med, at hofpoeten forfattede teksten, således, at de blev færdige omtrent samtidig.
Telemann skrev på alle musikformer, som var i almindelig brug på hans tid. Meget er forsvundet, især er det lidt, som er bevaret fra hans tidlige fase. Størstedelen af de bevarede stykker stammer fra Frankfurt- og Hamburg-perioderne. Hans værker er oplistede i Telemann-Werke-Verzeichnis (TWV) og Telemann-Vokalwerke-Verzeichnis (TVWV). Instrumentalmusikken er næsten fuldstændig genudgivet i moderne udgave, og arbejdet med TVWV er afsluttet. En 49 binds udgave med værker i udvalg er udgivet eller i arbejde, 40 var allerede udgivet i februar 2007. Kantaterne er fortsat for lidt tilgængelige til, at det er muligt at få et overblik.
Telemann var en fleksibel komponist, som tilpassede sig tidens vekslende moderetninger og skrev musik i forskellige nationers stilarter. Midtvejs i karrieren begyndte han at skrive i "den følsomme stil" (empfindsamer Stil) som i musikhistorien snarere regnes under rokokomusikken end barokmusikken, og som fungerede som en bro over til wienerklassicismen. Ofte forenede han denne "galante" stil med kontrapunktiske elementer.
Sanglige melodier var centralt for Telemann, og han betonede selv flere gange melodiens grundlæggende betydning. Også Mattheson karakteriserede Telemann som en komponist af smukke melodier.
Telemann anvendte klanglige virkemidler som var usædvanlige for hans tid. Han brugte bevidst kromatik og enharmonik, og ofte modulationer og altererede akkorder. I de senere værker brugte han meget dissonanser. I værker skrevet i den "følsomme stil" gav han overstemmen forrang over et akkordpræget akkompagnement, og Telemann anså polyfoni som et mindre hensigtsmæssigt virkemiddel, som han kun brugte, når han fandt det formålstjenligt.
I modsætning til mange af sine kolleger var Telemann ikke virtuos på noget instrument men beherskede mange brugbart. Det gav ham et godt indblik i hvordan de forskellige klangfarver virkede og forklarer hans behandling af instrumentering som et væsentlig kompositionselement. Telemanns favoritinstrumenter var tværfløjte, obo, og særlig oboe d'amore. Celloen brugte han almindeligvis i en generalbasfunktion, i lighed med de fleste af sine samtidige. Ved nogle tilfælde brugte han skordatur, for eksempel i en arie i Lukas-Passion fra 1744. Telemann viste ingen interesse for at komponere meget vanskelig eller hurtig instrumentalmusik, og skrev hellere læreværker med lav sværhedsgrad.
I kontrast til den udbredte brug af affektlæren i barokken, og specielt i den "følsomme stil", arbejdede Telemann ganske meget med omhyggeligt udarbejdede tonemalerier. I vokalværkerne brugte han at understrege tekster med malende melodifraser, koloratur og ordgentagelser. Både i verdslige og i kirkelige vokalværker lagde Telemann stor vægt på deklamation og musikalsk fortolkning af ordene, specielt i recitativerne.
Oplysningstidens litterære strømninger påvirkede Telemanns intellektuelle orientering, og digtningen fik en særlig betydning i hans musikalske skaberværk. Dels skrev han teksterne selv, dels stammede de fra tidens mest kendte tyske tekstforfattere, som Brockes, Hagedorn, König, Klopstock, Neumeister og andre. Telemann forelagde tekstforfatterne forslag til egnede tekster og hvordan han ville have teksten disponeret, og han kunne gøre ændringer i librettoerne i henhold til sine egne ideer.

### Instrumentalværker
Af Telemanns instrumentalmusik hører ca. 1.000 suiter (126 er bevarede), symfonier, koncerter, violinsoli, sonater, duetter, triosonater, kvartetter, klaviatur- og orgelmusik.
Instrumentalværkerne opviser ofte stærk indflydelse fra forskellige nationers musik; undertiden kaldes stilen for blandet smag. Enkelte stykker skrev han fuldstændig i italiensk eller fransk stil. Den franske, som øvede en specielt stor indflydelse på Telemann, gav sig udslag i livlig fuga-satser, dansesuiter og franske ouverturer. Også tonemalerierne er delvis af fransk oprindelse.
Som den første tyske komponist integrerede Telemann i stort omfang elementer fra polsk folkemusik ved, at såvel orkester- som kammermusikken blev præget af slaviske melodier, synkoperede rytmer og hyppige tempovekslinger. Tidvis tog Telemann også i brug folkloristiske elementer fra andre traditioner, for eksempel Spanien.
Telemann bidrog til at frigøre en del instrumenter, han skrev for eksempel den første betydelige solokoncert for bratsch og var den første, som brugte instrumentet i kammermusikalsk sammenhæng. Usædvanlig for tiden er kompositionen Concert à neuf parties med to kontrabasser. Ellers komponerede han den første strygekvartet før begrebet var kendt. Telemann udviklede også samtidig med og uafhængig af Johann Sebastian Bach, en sonatetype hvor cembaloen ikke længere var continuo, men optrådte som soloinstrument. Telemanns Nouveaux Quatuors er et tidligt eksempel på at celloen koncerterer på lige fod med de andre instrumenter.
I dag hører Telemanns mest populære instrumentalværker til dem, han publicerede i Der Getreue Music-Meister og i Essercizii Musici (1739/40) såvel som Hamburger Ebb' und Flut (1723), Alster-Ouvertüre, Tafelmusik (1733) og Nouveaux Quatuors («Pariser Quartette», 1737). I Telemanns samtid var også musiksamlingerne Singe- Spiel- und Generalbassübung (1733) og Melodische Frühstunden (1735) godt kendt. I 1730 publicerede han Fast allgemeines Evangelisch-musikalisches Liederbuch, som var beregnet på organister, og som indeholdt over 2.000 salmemelodier i forskellige varianter.

### Kirkelige vokalværker
Telemanns 1.750 kirkekantater udgør næsten halvdelen af hans samlede værkliste. Desuden skrev han 16 messer, 23 Psalmen (kompositioner med tekster fra Salmernes bog), over 40 passioner, 6 oratorier såvel som motetter og andre sakrale værker.
Kantaterne fra Telemann adskiller sig fra den ældre type, som blot var tonesatte koraler og bibeltekster. Tidligere end Johann Sebastian Bach, og i et ganske andet omfang, fæstede Telemann sig ved den form, Erdmann Neumeister udviklede, hvor et indledende bibelvers (Dictum) eller koral blev efterfulgt af resitativ, arier og om nødvendig ariosi, og stort set mundede ud i en slutkoral eller en gentagelse af åbningskoret. Telemann skrev stort set soloarier, forholdsvis sjælden duetter, og af tersetter og kvartetter findes der blot enkelte eksempler.
Ved siden af firstemmige kor findes også eksempler på tre- eller femstemmige, sjældent dobbeltkor. Som i instrumentalmusikken foretrak Telemann Fuga-afsnit frem for fuldstændigt udviklede fugaer. I det hele finder man ganske mange permutationsfugaer.
Telemanns oratorier præges af dramatik og detaljerede tonemalerier. Virkemidlerne er en række forskellige udtryksformer som gentagne resitativ, hyppige instrumentindsatser for at understrege sjælstilstande og situationer, og korte koncertante fraser. Korene sættes ind kraftfuldt og selvbevidst, og tidvist unisont. Harmonikken er stort set enklere, men også mere beskrivende og tilpasset den aktuelle situation end i den ældre barokstil.
På hans egen tid var de mest populære kirkemusikalske værker – målt efter dokumenterbare opførelser og bevarede kildeskrifter – Brockes-Passion (1716), Selige Erwägen (1722), Tod Jesu (1755), Donner-Ode (1756), Das befreite Israel (1759), Der Tag des Gerichts (1762) og Der Messias (1759). For at imødekomme kravene fra de meget mange små kirker, og for undervisningsformål til husbrug, publicerede Telemann også kantatesamlinger med kammermusikalsk besætning, som for eksempel Der harmonische Gottesdienst (1725/26 med fortsættelse i 1731/32).
Telemann skrev også store mængder sørgemusik for mange af tidens notabiliteter, som for eksempel for kongerne August den Stærke (Unsterblicher Nachruhm Friederich Augusts (1733)) og Georg II af Storbritannien (1760), og de tre tysk-romerske kejsere Karl VI (1740, tabt), Karl VII (1745) og Franz I (1765, tabt). Desuden skrev han ni for forskellige borgmestre i Hamburg (deriblandt Schwanengesang for Garlieb Sillem, 1733), to for pastor-ægteparret Elers, såvel som den kendte kantate Du aber, Daniel, gehe hin (udateret) og syv til, som kun kendes fragmentarisk eller fra tekstbøger.

### Verdslige vokalværker
Verdslige vokalværker kan inddeles i operaer, storslagen festmusik for officielle anledninger, kantater efter private bestillinger og kantater med musik til dramatiske, lyriske eller humoristiske tekster.
De fleste af de bevarede operaer hører til den komiske genre. I modsætning til Händel, som næsten udelukkende holdt sig til soloarier, tog Telemann i brug meget uens stilistiske virkemidler i sine operaer, som da capo-arier, dansbare motiver, syngespil-agtige arier, arie di bravura og stemmeregistre fra bas til kastrat. Karakterer og situationer fremstilede Telemann konsekvent med tilpasset melodik, motivik og instrumentation, også her med fantasifuld brug af forskellige pittoreske figurer.
De omkring 50 operaer er nu delvis genopdagede. I Telemanns samtid var de mest populære Der geduldige Socrates (1721), Sieg der Schönheit oder Gensericus (1722), Der neumodische Liebhaber Damon (1724), Pimpinone oder Die ungleiche Heirat (1725) og Emma und Eginhard (1728).
I 1757 skrev Telemann musikken til kantaten De Danske, Norske og Tydske Undersaatters Glæde på bestilling fra latinskolen Christianeum i Altona som hyldest til kong Frederik V på hans fødselsdag den 31. marts 1757.
Telemanns sidste verdslige kompositioner er højdramatiske og med en usædvanlig harmonik. Kantaterne Ino (1765) og Der May – Eine musicalische Idylle (ca. 1761), men også det sene kirkemusikalske værk Der Tod Jesu, bygger op til en følelsesintensitet, som minder om musikken af Christoph Willibald Gluck. Andre verdslige kantater, som har fået et vist posthumt ry, er Trauer-Music eines kunsterfahrenen Canarienvogels og Der Schulmeister.
I sine sidste lieder knytter Telemann an til Adam Kriegers tradition og videreudviklede formen tekstligt og melodisk. Melodierne er enkle og ofte opdelte i uregelmæssige perioder. Telemanns lieder repræsenterer det vigtigste bindeled mellem 1600-tallets lieder og den berlinske liederskole.

### Musikteoretiske værker
Sent i sin skaberperiode planlagde Telemann flere musikteoretiske afhandlinger, blandt andet en om recitativet (1733) og en Theoretisch-practischen Tractat vom Componiren (1735). Ingen af disse skrifter er bevarede, og det er muligt, at de aldrig blev skrevet.
I 1739 publicerede Telemann Beschreibung der Augenorgel, et instrument designet af matematikeren og jesuitpateren Louis-Bertrand Castel, som Telemann fik set på sin rejse til Paris. Der er også bevaret et stemmesystem med tilhørende intervaltabeller, som Telemann arbejdede på en måned før han døde, hvor han åbenbart støttede sig på arbejder af Johann Adolph Scheibe. Men arbejdet var af teoretisk natur og blev lidet påagtet.